# 納梅斯武夫

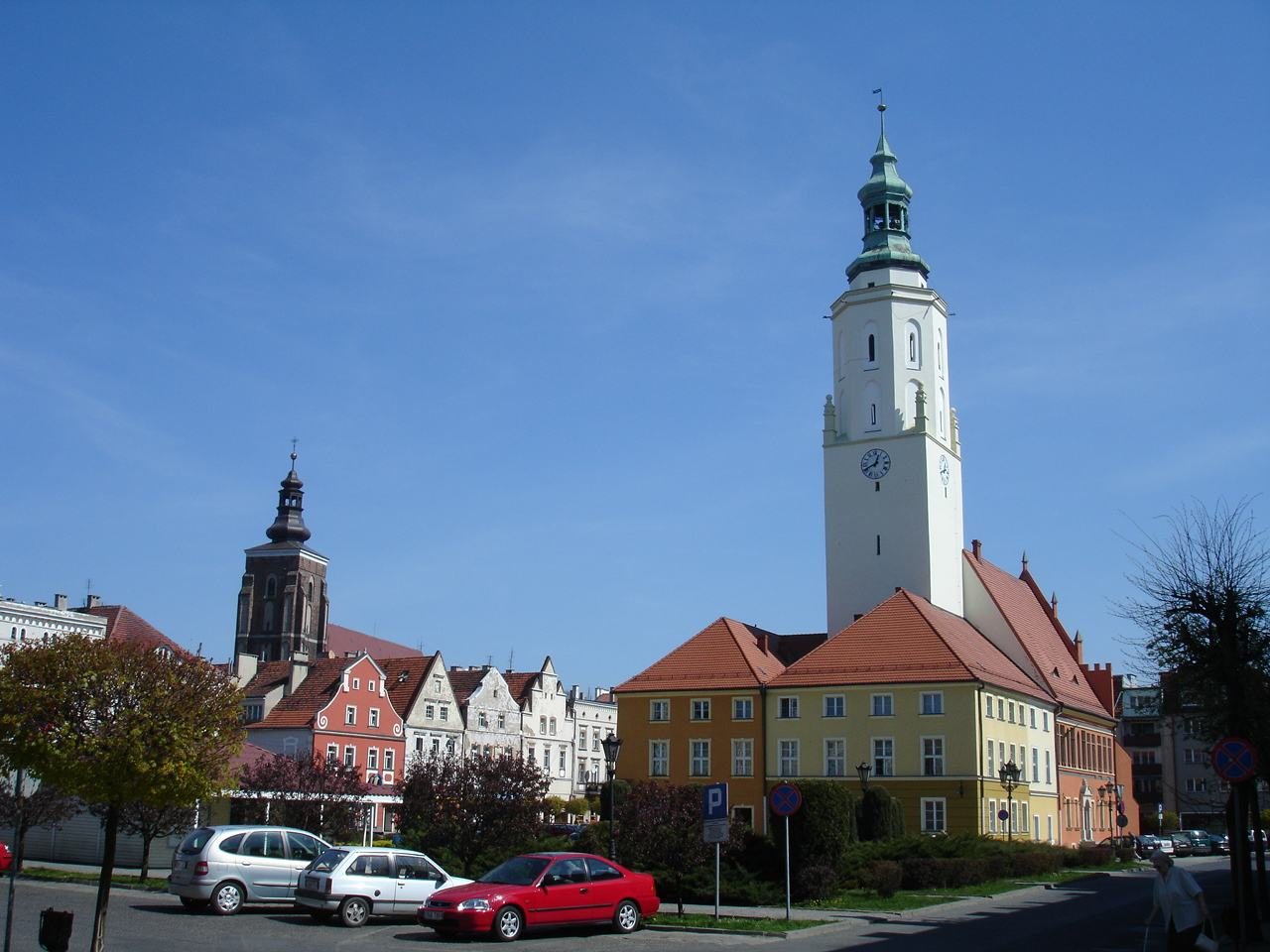

納梅斯武夫是波蘭的城鎮，位於該國西部，由奧波萊省負責管轄，面積22.62平方公里，2008年人口16,297。第二次世界大戰期間，納粹德國在1939年至1945年期間佔領該鎮。

## 外部連結
- 官方网站 （波兰語）
- Portal Namyslowianie.pl （页面存档备份，存于） Local News Service in Namyslow.
- Jewish Community in Namysłów （页面存档备份，存于） on Virtual Shtetl
- Map, via mapa.szukacz.pl （页面存档备份，存于） （波兰語）

51°05′N 17°43′E / 51.083°N 17.717°E